# Bayside (Texas)
Bayside es un pueblo situado en el condado de Refugio, Texas, Estados Unidos. Tiene una población estimada, a mediados de 2023, de 273 habitantes.

## Geografía
La localidad está ubicada en las coordenadas 28°5′46″N 97°12′39″O / 28.09611, -97.21083. Según la Oficina del Censo, tiene una superficie total de 2.82 km², de los cuales 2.63 km² corresponden a tierra firme y 0.19 km² están cubiertos de agua.

## Demografía
Según el censo de 2020, en ese momento había 275 personas residiendo en la localidad. La densidad de población era de 105 hab./km². El 69.45% de los habitantes eran blancos, el 0.73% eran afroamericanos, el 2.55% eran amerindios, el 0.36% era asiático, el 5.82% eran de otras razas y el 21.09% eran de una mezcla de razas. Del total de la población, el 34.91% eran hispanos o latinos de cualquier raza.